# Svetoslav Kovachev
 (février 2020).
Svetoslav Kovachev, né le 14 mars 1998 à Pleven en Bulgarie est un footballeur international bulgare qui évolue au poste d'ailier droit.

## Biographie

### En club
Né à Pleven en Bulgarie, Svetoslav Kovachev est notamment formé par le club de sa ville natale, le Spartak Pleven avant de rejoindre le Ludogorets Razgrad en 2011, où il poursuit sa formation. Il joue son premier match en professionnel le 22 mai 2016, lors d'une rencontre de championnat perdue par son équipe face au PFK Beroe Stara Zagora (0-2).
Lors de la saison 2018-2019 il est prêté au FK Dunav Ruse, où il inscrit 5 buts en 29 matchs.
Pour la première partie de la saison 2019-2020 Kovachev est prêté au SFK Etar et pour la seconde partie de saison au FK Arda Kardjali. Kovachev inscrit son premier but pour le FK Arda Kardjali dès sa deuxième apparition, le 22 février 2020, contre l'OFK Botev Vratsa. Titulaire, il ne permet pas à son équipe d'obtenir un résultat, celle-ci s'inclinant par trois buts à un.
Le 3 août 2023, Svetoslav Kovachev rejoint la Russie et l'Akhmat Grozny sous la forme d'un prêt d'une saison avec option d'achat.

### En équipe nationale
Svetoslav Kovachev fête sa première sélection avec l'équipe de Bulgarie espoirs face à la Slovénie le 27 mars 2018 (victoire 3-0).
En août 2018, Svetoslav Kovachev est convoqué pour la première fois avec l'équipe nationale de Bulgarie par le sélectionneur Petar Houbtchev. Kovachev doit cependant attendre le 26 février 2020 pour honorer sa première sélection avec la Bulgarie, contre la Biélorussie en match amical. C'est le sélectionneur Georgi Dermendzhiev qui le lance, en le faisant entrer en jeu à la place de Ismail Isa (en). Les Bulgares s'inclinent toutefois par un but à zéro ce jour-là,.